# جوایز حلقه منتقدان فیلم منطقه خلیج سانفرانسیسکو ۲۰۲۳
جوایز حلقه منتقدان فیلم منطقه خلیج سانفرانسیسکو ۲۰۲۳ (انگلیسی: San Francisco Bay Area Film Critics Circle Awards 2023)، تجلیل از بهترین فیلم در ۲۰۲۳، در ۹ ژانویه ۲۰۲۴ اهدا شد. نامزدها در ۵ ژانویه ۲۰۲۴ اعلام شدند و اوپنهایمر (فیلم) با ده نامزدی پیشتاز شد. این فیلم همچنین با سه برنده بیشترین جوایز از جمله بهترین فیلم را دریافت کرد. منطقه دلخواه نیز برنده سه جایزه از جمله بهترین کارگردانی (جاناتان گلیزر) و بهترین فیلم بلند بین‌المللی شد.